# 칼 야스트렘스키
칼 마이클 야스트렘스키(Carl Michael Yastrzemski, 1939년 8월 22일 ~ )는 야즈라는 별명으로 보스턴 레드삭스 팬들에게 많은 사랑을 받았던 1960~80년대 미국 메이저 리그의 스타 플레이어이다. 야스트렘스키는 23년 메이저 리그 선수 생활을 보스턴 레드삭스에서만 보냈으며, 보스턴 레드삭스의 초대 공식 주장을 역임하기도 하였다. 통산 3,308 경기에 출장, 역대 메이저 리그 최다 출장 2위 기록을 보유하고 있으며(1위 피트 로즈, 3,562 경기), 11,988 타수로 역대 메이저 리그 최다 타수 3위(1위 피트 로즈, 2위 행크 애런)에 오르는 동안 3,419 안타(역대 6위), 1,844 타점(역대 12위), 1,845 볼넷(역대 6위), 646 2루타(역대 7위), 5539 총루타(역대 8위) 등을 기록했다. 야스트렘스키는 23년의 메이저 리그 선수 생활 동안 18회 MLB 올스타에 선정되었으며, 골드글러브 수상 7회, AL MVP 선정 1회, MLB 올스타전 MVP 선정 1회 등의 기록을 남겼고, 통산 452개의 홈런을 쳐냄으로써 AL 최초로 3,000안타-400홈런 기록을 달성한 선수가 되었다(두 번째 달성자는 칼 립켄 주니어). 야스트렘스키는 보스턴 레드삭스의 역대 출장 경기, 타수, 안타, 타점, 득점, 단타, 2루타, 총루타 기록을 모두 가지고 있으며, 홈런은 테드 윌리엄스의 521개에 이은 역대 2위를 기록하고 있다. 야스트렘스키 최고의 해였던 1967년, 그는 타율(0.326), 홈런(44), 타점(121)에서 모두 리그 수위를 기록하며 트리플 크라운을 달성하였고, 이후 45년간 트리플 크라운 달성자는 나타나지 않았다.(디트로이트 타이거즈 3루수 미겔 카브레라가 2012년 달성) 야스트렘스키는 보스턴 레드삭스 팬들에게 역사상 가장 큰 사랑을 받았던 선수로 평가받고 있으며, 보스턴 레드삭스의 역대 최고 타자라 할 수 있는 테드 윌리엄스와 팀 동료로 뛰었던 자니 페스키는 "나는 '윌리엄스 가이'다. 하지만 보스턴 최고의 선수는 야즈라고 생각한다"라는 말을 남기기도 하였다.

## 메이저 리그 데뷔 이전

### 유년 시절
칼 야스트렘스키는 1939년 8월 22일, 뉴욕 동쪽 롱아일랜드의 사우스햄튼에서 감자 농장을 운영하던 폴란드계 부모의 아들로 태어났다. 브릿지햄튼 고등학교에 진학한 야스트렘스키는 야구와 농구, 풋볼을 병행하였다. 야스트렘스키는 1957년 628득점을 기록, 롱아일랜드의 고교 농구 득점 기록을 수립할 정도로에서 농구에서 두각을 나타내었으며, 고교 2년 시절 선수 활동을 했던 풋볼은 너무 위험한 운동이라는 아버지의 판단에 따라 그만두게 되었다. 고등학교 졸업반 시절, 뉴욕에서 태어나 뉴욕 양키스의 팬으로 자랐던 야스트렘스키에게 양키스가 4만달러의 보너스와 함께 스카우트 제의를 해오지만, 더 높은 액수를 요구한 칼의 아버지는 이를 거절했다. 결국 고등학교 졸업 후 노틀담 대학교에 진학해 야구와 농구를 병행하던 야스트렘스키는, 10만 8천 달러의 보너스를 제안해 온 보스턴 레드삭스에 입단하여 야구 선수 생활을 시작하게 되었다.

### 마이너리그 시절
1959년 보스턴 레드삭스에 입단하여 캐롤라이나 리그의 롤리 캐피탈스(Raleigh Capitals)에서 활동을 시작한 야스트렘스키는 그 해 .377의 타율로 리그 수위를 차지하면서, 리그 MVP와 신인상을 휩쓸었다. 이후 곧바로 보스턴 레드삭스 산하 트리플A팀인 미니애폴리스 밀러스(Minneapolis Millers)로 승격된 야스트렘스키는, 1960년 .339의 타율로 또 다시 리그 수위 타이틀을 거머쥐게 되고, 결국 이듬해인 1961년 야스트렘스키는 메이저 리그로 승격되었다.

## 메이저 리그 시절 (1961년~1983년)

### 전기 (1961년~1966년)
1961년 메이저 리그팀인 보스턴 레드삭스로 승격된 야스트렘스키는 본래 포지션이었던 유격수가 아닌 좌익수를 맡게 되었다. 야스트렘스키가 맡게 된 좌익수 자리는 전년도까지 보스턴 레드삭스 역대 최고의 타자이자 마지막 4할 타자로 잘 알려진 테드 윌리엄스가 19년동안 지켜온 자리였고, 이는 엄청난 부담으로 작용하게 되었다. 5월까지 .220에 그치며 보스턴 레드삭스 팬들의 우려를 가중시켰던 야스트렘스키는, 이내 페이스를 되찾아 .266로 첫 해를 마감하고, 이듬해에는 .296까지 타율을 끌어올렸다. 3년차인 1963년, .321의 타율로 자신의 메이저 리그 첫 수위 타자 타이틀을 거머쥐게 되었다.
1965년, 야스트렘스키는 처음으로 20개 이상의 홈런을 기록하며(20홈런), .312의 타율로 시즌을 마감하였고, 5월 14일 펜웨이 파크에서 벌어진 디트로이트 타이거스와의 경기에서는 사이클링 히트를 기록하기도 하였지만, 보스턴 레드삭스는 62승 100패를 기록하며, 1932년 이후 처음으로 100패 시즌을 겪는 등 최악의 한 해를 보내게 되었다.
1966년, 야스트렘스키는 .278의 타율에 16홈런과 80타점을 기록했고, 보스턴 레드삭스는 리그 9위에 그쳤다. 그리고 그는 1966년에서 1967년으로 넘어가는 오프 시즌 동안, 당시에는 아무도 신경쓰지 않았던 웨이트 트레이닝에 주력하며 다음 시즌을 준비하게 되었다.

### 1967년
1967년은 칼 야스트렘스키에게 최고의 시즌이었다. 웨이트 트레이닝을 통해 신체를 강화하고, 스탠스를 변화시킨 야스트렘스키는 4월 한달 동안 .295와 2홈런을 기록한 후 본격적인 질주를 시작하여, 5월이 끝날 무렵 트리플 크라운에 해당하는 세 가지 타이틀(타율, 홈런, 타점)부문에서 모두 10위권 안에 드는 성적을 올렸다. 야스트렘스키는 그 해 올스타전에서 6번 타석에 등장에 5번 출루를 하기도 했으며, 7월 16일에는 21호 홈런을 쳐냄으로써 이미 자신의 최고 기록을 경신하였다. 마지막 2경기를 남겨 놓고 타율과 타점에서 선두를 달리고 있었던 야스트렘스키는 홈런에서도 43개를 기록하며 미네소타 트윈스의 하먼 킬러브루와 공동 선두를 달리고 있었다. 그리고 다음 경기에서 두 선수 모두 홈런을 기록함에 따라, 공동 1위(44개)로 시즌을 마감하게 되었고, 야스트렘스키는 타율(.326), 홈런(44), 타점(121)에서 모두 1위에 오르며 트리플 크라운을 달성하게 되었다. 야스트렘스키는 그 외에도 득점, 최다안타, 출루율, 장타율에서도 1위를 기록, 주요 타격 부문에서 7관왕에 올라 거의 만장일치에 가까운 지지를 받으며 그 해의 AL MVP 타이틀을 획득했다.
이러한 야스트렘스키의 활약은 전년도 리그 9위에 그쳤던 보스턴 레드삭스를 기적적인 리그 우승으로 이끄는 원동력이 되었다. 야스트렘스키는 마지막 39경기에서 .379의 타율과 9홈런 22타점을 기록했으며, 마지막 2주(12경기) 동안에는 .523(44타수 23안타)의 타율과 5홈런 16타점을 올리며 팀을 21년만의 리그 우승으로 견인했다. 특히 1경기 차이로 뒤진 채 맞이하게 된 리그 선두 미네소타 트윈스와의 최종 2연전에서는, 1차전 스리런 홈런 포함 4타수 3안타 4타점, 2차전 동점 2타점 적시타 포함 4타수 4안타를 기록하는 대활약을 펼쳤다. 비록 세인트루이스 카디널스와 격돌한 월드시리즈에서 NL 최고의 투수 중 한 명이었던 밥 깁슨에게만 3승을 헌납하며 7차전 끝에 패배, 밤비노의 저주를 푸는 데는 실패했지만, 야스트렘스키는 .400(10안타)의 타율과 3홈런(2루타 2) 5타점 4볼넷으로 변함없는 활약을 펼치며 스포츠 일러스트레티드(SI)지의 올해의 스포츠 선수(Sportsman of the Year), AP의 올해의 남자 운동선수(Male Athlete of the Year) 등에 선정되었다.
보스턴 레드삭스의 1967년은 DJ 제스 케인에 의해 Impossible Dream이라는 앨범으로 제작되었는데, 이 앨범에 수록된 곡 '야즈라 불린 사나이(The man they call Yaz)'는 야스트렘스키를 지칭한 것으로 2005년 개봉한 영화 '날 미치게 하는 남자(Fever Pitch)'에 삽입되기도 했다.

### 중후기 (1968년~1983년)
1968년, 야스트렘스키는 .301의 타율로 자신의 세 번째이자 마지막 타격왕 타이틀을 획득했다. 이는 메이저 리그 역대 타격왕 중 최저 타율로 기록되고 있는데, 1968년 가장 극심했던 투고타저 시즌으로 당시 세인트루이스 카디널스의 밥 깁슨은 1.12의 방어율로 '라이브 볼' 시대 최저 방어율 기록을 경신하기도 했다. 이 해, 아메리칸리그의 평균 타율은 0.230에 불과했으며, 세이버 매트리션들은 1968년 야스트렘스키의 0.301은 1930년 빌 테리가 기록했던 0.401와 동등한 가치를 지닌다는 분석을 내리기도 했다.
1970년, 야스트렘스키는 리버프론트 스타디움에서 열린 올스타전에서 4타수 4안타를 기록하며 아메리칸리그의 패배에도 불구하고 올스타전 MVP에 올랐다. 또한, 득점(125), 출루율(.452), 장타율(0.592)에서 리그 1위를 차지하는 동시에 자신의 최고 기록인 0.3286의 타율을 기록했으나 캘리포니아 에인절스의 알렉스 존슨(0.3289)에게 불과 3모차이로 타격왕 타이틀을 내주었다.
1975년, 야스트렘스키는 챔피언십시리즈(CS)에서 .455의 타율을 기록하며 팀을 월드시리즈로 다시 한 번 이끌었고, 월드시리즈에서도 .310의 타율을 기록하며 좋은 활약을 펼쳤지만, 이번에는 '붉은 기관총 군단(Big Red Machine)' 신시내티 레즈에 7차전 끝에 무릎을 꿇으며 우승 반지 획득에 실패했다.
1976년 5월 19일, 야스트렘스키는 타이거 스타디움에서 벌어진 디트로이트 타이거스와의 경기에서 한 경기 3개의 홈런을 쳐낸 뒤, 양키 스타디움에서 벌어진 뉴욕 양키스와의 경기에서 2개의 홈런을 추가, MLB 기록인 '연속된 2경기에서 5홈런'과 타이 기록을 작성했다.
1978년, 보스턴 레드삭스는 마지막 8경기를 모두 승리로 장식하며 뉴욕 양키스와 포스트시즌 진출권을 놓고 홈구장인 펜웨이 파크에서 단판 승부를 벌이게 되었다. 이 경기에서 야스트렘스키는 25승 3패 방어율 1.74를 기록한 그 해 사이영 상 수상자이자 거의 무적으로 평가받던 론 기드리로부터 솔로 홈런을 쳐내는 등 분전했지만,
결국 보스턴 레드삭스가 패배함에 따라 포스트시즌 진출에 실패하게 되었고, 이후 더 이상 우승 반지에 도전할 기회를 갖지 못한 채 1983년 은퇴하게 되었다.
1979년, 야스트렘스키는 오클랜드 어슬레틱스의 마이크 모건으로부터 400호 홈런을 뽑아냈으며, 9월 12일 펜웨이 파크에서 열린 경기에서 3,000안타에 도달하며 AL 최초로 3,000안타-400홈런을 기록한 선수가 되었다. 이 기록은 후에 칼 립켄 주니어가 달성하기 전까지 AL 유일의 기록으로 남아있었다.

### 은퇴

1989년 보스턴 레드삭스의 영구 결번으로 지정된 야스트렘스키의 등번호 8번

야스트렘스키는 1983년 44살의 나이로 은퇴하기까지 메이저 리그 23년의 선수 생활을 보스턴 레드삭스에서만 보냈는데, 이는 볼티모어 오리올스에서만 23년 선수 생활을 보낸 '진공 청소기' 브룩스 로빈슨과 함께 메이저 리그 최고 기록이다.
야스트렘스키는 단 한번의 200안타 시즌 없이도 3,000안타를 달성하는 등 메이저 리그 타격 기록의 역대 순위에 많은 족적을 남겼다. 특히 그가 활동한 23년의 기간 동안, 23개의 공격 관련 타이틀 부문에서 AL 1위를 기록했다.
또한 야스트렘스키는 공격뿐만아니라 수비에서도 훌륭한 모습을 보여주었는데, 그의 좌익수 수비 실력은 앞서 같은 포지션을 맡았던 테드 윌리엄스를 능가하여, 펜웨이 파크의 좌측 펜스인 그린 몬스터에 대한 높은 이해도를 바탕으로 7회의 골드글러브 수상과 함께 외야수 어시스트 부문에서도 7차례나 리그 1위를 기록했다.
야스트렘스키는 1989년 명예의 전당 투표 자격이 생긴 첫 해, 94.63%의 높은 득표율로 명예의 전당에 헌액되었다. 또한 야스트렘스키의 등번호 8번은 보스턴 레드삭스의 영구 결번으로 지정되었다. 1999년에는 메이저 리그의 All Century Team 100명 중 한 명에 그 이름을 올려 놓았다.
야스트렘스키는 2004년 자니 페스키와 함께 월드시리즈 1차전의 시구를 담당했으며, 그 해 보스턴 레드삭스는 1918년 이후 86년 만에 밤비노의 저주를 풀며 우승하였다. 2007년 월드시리즈 1차전에서도 시구를 담당하였는데, 이 해에도 보스턴 레드삭스는 월드시리즈 우승을 거머쥐었다.

## 연도별 타격 성적
| 연 도      | 소 속      | 경 기 | 타 석 | 타 수 | 득 점 | 안 타 | 2 루 타 | 3 루 타 | 홈 런 | 루 타 | 타 점 | 도 루 | 도 루 자 | 희 생 번 | 희 생 플 | 볼 넷 | 고 4 | 사 구 | 삼 진 | 병 살 타 | 타 율 | 출 루 율 | 장 타 율 | O P S |
| ---------- | ---------- | ----- | ----- | ----- | ----- | ----- | ------- | ------- | ----- | ----- | ----- | ----- | -------- | -------- | -------- | ----- | ---- | ----- | ----- | -------- | ----- | -------- | -------- | ----- |
| 1961년     | BOS        | 148   | 643   | 583   | 71    | 155   | 31      | 6       | 11    | 231   | 80    | 6     | 5        | 2        | 5        | 50    | 3    | 3     | 96    | 19       | .266  | .324     | .396     | .721  |
| 1962년     | BOS        | 160   | 719   | 646   | 99    | 191   | 43      | 6       | 19    | 303   | 94    | 7     | 4        | 2        | 2        | 66    | 7    | 3     | 82    | 27       | .296  | .363     | .469     | .832  |
| 1963년     | BOS        | 151   | 668   | 570   | 91    | 183   | 40      | 3       | 14    | 271   | 68    | 8     | 5        | 1        | 1        | 95    | 6    | 1     | 72    | 12       | .321  | .418     | .475     | .894  |
| 1964년     | BOS        | 151   | 646   | 567   | 77    | 164   | 29      | 9       | 15    | 256   | 67    | 6     | 5        | 1        | 1        | 75    | 6    | 2     | 90    | 30       | .289  | .374     | .451     | .825  |
| 1965년     | BOS        | 133   | 571   | 494   | 78    | 154   | 45      | 3       | 20    | 265   | 72    | 7     | 6        | 2        | 4        | 70    | 8    | 1     | 58    | 16       | .312  | .395     | .536     | .932  |
| 1966년     | BOS        | 160   | 680   | 594   | 81    | 165   | 39      | 2       | 16    | 256   | 80    | 8     | 9        | 0        | 1        | 84    | 10   | 1     | 60    | 17       | .278  | .368     | .431     | .799  |
| 1967년     | BOS        | 161   | 680   | 579   | 112   | 189   | 31      | 4       | 44    | 360   | 121   | 10    | 8        | 1        | 5        | 91    | 11   | 4     | 69    | 5        | .326  | .418     | .622     | 1.040 |
| 1968년     | BOS        | 157   | 664   | 539   | 90    | 162   | 32      | 2       | 23    | 267   | 74    | 13    | 6        | 0        | 4        | 119   | 13   | 2     | 90    | 12       | .301  | .426     | .495     | .922  |
| 1969년     | BOS        | 162   | 707   | 603   | 96    | 154   | 28      | 2       | 40    | 306   | 111   | 15    | 7        | 0        | 2        | 101   | 9    | 1     | 91    | 14       | .255  | .362     | .507     | .870  |
| 1970년     | BOS        | 161   | 697   | 566   | 125   | 186   | 29      | 0       | 40    | 335   | 102   | 23    | 13       | 0        | 2        | 128   | 12   | 1     | 66    | 12       | .329  | .452     | .592     | 1.044 |
| 1971년     | BOS        | 148   | 620   | 508   | 75    | 129   | 21      | 2       | 15    | 199   | 70    | 8     | 7        | 0        | 5        | 106   | 12   | 1     | 60    | 14       | .254  | .381     | .392     | .772  |
| 1972년     | BOS        | 125   | 535   | 455   | 70    | 120   | 18      | 2       | 12    | 178   | 68    | 5     | 4        | 0        | 9        | 67    | 3    | 4     | 44    | 13       | .264  | .357     | .391     | .748  |
| 1973년     | BOS        | 152   | 652   | 540   | 82    | 160   | 25      | 4       | 19    | 250   | 95    | 9     | 7        | 1        | 6        | 105   | 13   | 0     | 58    | 19       | .296  | .407     | .463     | .870  |
| 1974년     | BOS        | 148   | 633   | 515   | 93    | 155   | 25      | 2       | 15    | 229   | 79    | 12    | 7        | 0        | 11       | 104   | 16   | 3     | 48    | 12       | .301  | .414     | .445     | .859  |
| 1975년     | BOS        | 149   | 634   | 543   | 91    | 146   | 30      | 1       | 14    | 220   | 60    | 8     | 4        | 0        | 2        | 87    | 12   | 2     | 67    | 14       | .269  | .371     | .405     | .776  |
| 1976년     | BOS        | 155   | 636   | 546   | 71    | 146   | 23      | 2       | 21    | 236   | 102   | 5     | 6        | 1        | 8        | 80    | 6    | 1     | 67    | 12       | .267  | .357     | .432     | .790  |
| 1977년     | BOS        | 150   | 643   | 558   | 99    | 165   | 27      | 3       | 28    | 282   | 102   | 11    | 1        | 0        | 11       | 73    | 6    | 1     | 40    | 10       | .296  | .372     | .505     | .877  |
| 1978년     | BOS        | 144   | 611   | 523   | 70    | 145   | 21      | 2       | 17    | 221   | 81    | 4     | 5        | 1        | 8        | 76    | 8    | 3     | 44    | 9        | .277  | .367     | .423     | .790  |
| 1979년     | BOS        | 147   | 590   | 518   | 69    | 140   | 28      | 1       | 21    | 233   | 87    | 3     | 3        | 0        | 8        | 62    | 8    | 2     | 46    | 12       | .270  | .346     | .450     | .796  |
| 1980년     | BOS        | 105   | 412   | 364   | 49    | 100   | 21      | 1       | 15    | 168   | 50    | 0     | 2        | 1        | 3        | 44    | 5    | 0     | 38    | 9        | .275  | .350     | .462     | .812  |
| 1981년     | BOS        | 91    | 390   | 338   | 36    | 83    | 14      | 1       | 7     | 120   | 53    | 0     | 1        | 0        | 3        | 49    | 4    | 0     | 28    | 10       | .246  | .338     | .355     | .693  |
| 1982년     | BOS        | 131   | 523   | 459   | 53    | 126   | 22      | 1       | 16    | 198   | 72    | 0     | 1        | 0        | 3        | 59    | 1    | 2     | 50    | 12       | .275  | .358     | .431     | .789  |
| 1983년     | BOS        | 119   | 437   | 380   | 38    | 101   | 24      | 0       | 10    | 155   | 56    | 0     | 0        | 0        | 1        | 54    | 11   | 2     | 29    | 13       | .266  | .359     | .408     | .767  |
| 통산：23년 | 통산：23년 | 3308  | 13991 | 11988 | 1816  | 3419  | 646     | 59      | 452   | 5539  | 1844  | 168   | 116      | 13       | 105      | 1845  | 190  | 40    | 1393  | 323      | .285  | .379     | .462     | .841  |

- 굵은 글씨는 시즌 최고 성적.

### 대기록[1]
- 통산 3,308 경기 출장(역대 2위)
- 통산 11.988 타수(역대 3위)
- 통산 3,419 안타(역대 6위)
- 통산 1,844 타점(역대 12위)
- 통산 1,845 볼넷(역대 6위)
- 통산 646 2루타(역대 7위)
- 통산 5,539 루타(역대 8위)
- 통산 190개 고의4구(1955년 집계 시작 이후 AL 1위)
- 3,000 안타-400 홈런 클럽 가입(AL 최초)
- 3,000 안타-600 2루타 클럽 가입(AL 최초)
- AL MVP 선정 1회(1967)
- 올스타전 MVP 선정 1회(1970)
- AL 올스타 선정 18회
- AL 골드글러브 수상 7회
- 트리플 크라운 1회 달성(1967)
- 리그 타격왕 3차례(1963, 1967, 1968)
- 리그 홈런왕 1차례(1967)
- 리그 타점왕 1차례(1967)
- 20-20 클럽 가입(1970)